# Luigi Calabresi
Luigi Calabresi (Roma, 14 de noviembre de 1937 - Milán, 17 de mayo de 1972) fue un comisario de la policía italiana. Recibió la medalla de oro al valor de la República italiana. 

## Trayectoria profesional
Se licenció en Derecho en la Universidad de Roma, con una tesis sobre la mafia.
Es especialmente famoso por su implicación en el caso Pinelli. Mientras Giuseppe Pinelli, anarquista, ferroviario milanés, era interrogado en la oficina del comisario Calabresi, falleció al ser arrojado por la ventana. A pesar del escándalo y de las señales de tortura, el juicio determinó que Pinelli se había caído por la ventana después de un desmayo. 
El juez que llevaba a cabo la primera investigación sobre estos hechos fue el presidente de la Corte de Milán Carlo Biotti, pero por ser objeto de una fuerte acción de protesta, fue reemplazado por el joven Gerardo D'Ambrosio, que fue quien emitió como conclusión definitiva la sentencia anteriormente mencionada.
Este hecho fue denunciado entre otros por Dario Fo y Adriano Sofri, líder en esos momentos del movimiento obrero revolucionario "Lotta Continua". Sofri escribió artículos denunciando el caso y pidiendo un castigo para Calabresi, motivo por el cual se le trató de culpar por el posterior asesinato sin conseguirlo.
En 1972 Calabresi fue asesinado a tiros, presuntamente por miembros de la organización Lotta Continua. Era director adjunto del equipo de política de la policía de Milán cuando fue asesinado.
El juicio contra los miembros de Lotta Continua se produjo en 1988, cuando un solo testigo y miembro del grupo, arrepentido, Leonardo Marino, inculpó a Ovidio Bompressi como autor y a Giorgio Pietrostefani y Adriano Sofri como instigadores del asesinato. 
Uno de los hijos del comisario, Mario Calabresi, que se ha convertido en un conocido periodista, ha escrito un libro sobre los aontecimientos políticos en los que se vio implicado su padre. La tesis más verosímil es que Luigi Calabresi no estuviese presente en su despacho en el momento en el que alguien cuya identidad no ha sido establecida empujó a Giuseppe Pinelli por la ventana y le causó la muerte. De ser cierto, esto no liberaría de cualquier responsabilidad al comisario asesinado, pero sí de la más grave. Parece cierto que Calabresi había mantenido buenas relaciones con varios miembros de los círculos anarquistas de Milán, entre los cuales estaba el mismo Giuseppe Pinelli.
Calabresi, que en varias ocasiones, mientras era objeto de una campaña hostil por parte de quienes le acusaban de la muerte de Pinelli, había hecho profesión pública de fe cristiana, fue indicado por el Papa Pablo VI como siervo de Dios.
- Datos: Q1387316